# 동손
동손(銅損) 또는 구리손실(Copper loss)은 변압기 권선이나 기타 전기 장치의 도체에서 전류에 의해 생성되는 열에 흔히 사용되는 용어이다. 구리 손실은 코어 손실과 마찬가지로 바람직하지 않은 에너지 전달로, 인접한 구성 요소의 유도 전류로 인해 발생한다. 이 용어는 권선이 구리 또는 알루미늄과 같은 다른 도체로 만들어졌는지 여부에 관계없이 적용된다. 따라서 권선 손실이라는 용어가 선호되는 경우가 많다. 부하 손실(load loss)이라는 용어는 무부하 손실과 달리 부하 전력과 관련된(그 제곱에 비례하는) 발전기와 소비자 사이의 전력 손실 부분을 설명하기 위해 전기 공급에 사용된다.